# Queiriga
Queiriga es una freguesia portuguesa del concelho de Vila Nova de Paiva, con 35,46 km² de superficie y 712 habitantes (2001). Su densidad de población es de 20,1 hab/km².